# Hecastocleis
Hecastocleidoideae, monotipski rod glavočika smješten u u istoimeni tribus, jedini u vlastitoj potporodici Hecastocleidoideae- Jedina vrsta je grm H. shockleyi,  koji raste u Kaliforniji i susjednoj Nevadi.